# Soundtrack (album)
Soundtrack – piąty album studyjny płockiej grupy Lao Che, którego premiera odbyła się 19 października 2012 roku. Jest to pierwsza płyta zespołu, która powstała w Rolling Tapes Studio w Srebrnej Górze. Producentem materiału został znany z elektronicznych brzmień muzyk zespołu Moloko Eddie Stevens a w nagraniach asystowali mu Mysza Dominowski i Schwartz. Album powstawal przez 5 tygodni. Promował go utwór „Zombi!” wydany 3 października 2012 roku. Piosenka dotarła do 1. miejsca Listy Przebojów Programu Trzeciego Polskiego Radia.
Nagrania dotarły do 3. miejsca zestawienia OLiS i uzyskały status złotej płyty.

## Lista utworów
1. District Line, Wimbledon Branch, Westbound, at Putney Bridge
2. 4 piosenki
3. KołysanEgo
4. Jestem psem
5. Na końcu języka
6. Dym
7. Już jutro
8. Zombi!
9. Govindam
10. Idzie Wiatr

## Odbiór
Recenzent Magazynu „Gitarzysta” docenił, że zespół „idzie (...) ścieżką, którą jest ciągłe poszukiwanie” i że udało mu się połączyć „oldschoolowe elektroniczne brzmienie z motywami żywych gitar i klawiszy, przy zachowaniu jednolitości materiału”.
Lesław Dutkowski chwali „wprawę i wyczucie” zespołu w poruszaniu się między gatunkami: „Stylistycznie jest kolorowo niczym na pawim ogonie”. Podkreśla rolę Spiętego – autora tekstów: zabawę słowami i „genialnie pokręcone historie”
Na te same cechy zwraca uwagę Jarosław Szubrycht (serwis T-Mobile Music). Akcentuje nieprzewidywalność zespołu, opisując jego najnowsze piosenki stosowną analogią ze świata filmu: „Mniej przypominają komedie Olafa Lubaszenki, na których nie wiedzieć czemu rechotały tłumy, a bardziej skomplikowane formalnie, wydumane światy Terry'ego Gilliama, które cieszą nielicznych. I niekoniecznie kogokolwiek śmieszą. Sam nie wiem, czy to komplement”. Jednocześnie stawia tezę, że zespół „ma na Soundtracku sporo do zaoferowania. Kto wie, czy nie najwięcej w swojej dotychczasowej karierze”.
Jacek Świąder za pozytywy płyty uznaje piosenki ustawione na „transowych, niemal hiphopowych rytmach”: Jestem psem, Już jutro czy 4 piosenki, które pozwalają wyobrazić sobie Lao Che jako „polskie The Roots”. Natomiast „próby gitarowe” recenzent uznaje za „dość męczące”. Docenia świeżość albumu i „kopnięte” teksty Spiętego, który „zderza słowa, zdania i buduje z nich niepokojące, pulsujące gorączką światy”. Podsumowując, zestawia Soundtrack z poprzednimi albumami: „To płyta lepsza od poprzedniej, ale kolejna w cyklu «jesteśmy na rozdrożu». Na prawdziwe «łał» muszę jeszcze poczekać. Na skreślenie Lao Che też jeszcze za wcześnie”.